# Архітектура Черкас
Черкаси — місто в центрі України, на правому березі Дніпра, значний центр промисловості, осередок культури та освіти, спорту та релігії. Саме тут розташовуються другий за величиною буддистський храм в Європі, другий за висотою в Європі та перший в Україні православний храм, парк, який в радянські часи мав славу на рівні з Уманською «Софіївкою», меморіальний комплекс «Пагорб Слави», який увіковічує пам'ять про воїнів Другої світової війни. Однак слід зазначити, що в радянські часи більша частина старовинної архітектури була замінена сучасними елементами, було зруйновано багато архітектурних пам'яток, а ті, які нині залишились, не мають належного захисту.

## Архітектурні пам'ятки
Серед невеликої кількості старовинних архітектурних пам'яток можна виділити окремі елементи, які мають історичне та культурне значення.

## Монументальна архітектура
Див. більше: Пам'ятники Черкас

## Приватний сектор
Хоча Черкаси і сучасне та розвинене місто, воно, однак, має значну площу забудови приватним сектором. Приватні будинки розташовуються навіть в середмісті та на центральних транспортних артеріях.

## Багатоповерхівки
Значна частина населення 300-тисячного міста проживає саме в багатоповерхівках. Серед їхньої кількості є старі 2-поверхові будинки та нові «хмарочоси», радянські довгі 5-поверхівки та цілі сучасні житлові комплекси.

## Релігійна архітектура
Див. більше: Церкви Черкас
У Черкасах розташований найвищий православний храм України, другий за висотою у Європі та 4 у світі — Свято-Михайлівський кафедральний собор, головний кафедральний собор Черкаської єпархії Української православної церкви Московського патріархату. Собор розташований на території Соборного парку, на місці цвинтаря Свято-Миколаївського собору. Тут же розташовувались військова Свято-Георгіївська церква, яка була зведена у роки Першої світової війни на військовому кладовищі, та цвинтарна Свято-Успенська церква, що була закрита найостаннішою у місті 1936 року. Собор споруджено у візантійському стилі за проектом митрополита Черкаського владики Софронія, що є почесним членом Академії архітектури України, входить до складу архітектурно-містобудівної ради при управлінні архітектури та містобудування Черкаського міськвиконкому. Будівництво було розпочато 1994 року і тривало 6 років, ще 2 роки продовжувались роботи з оздоблення собору, як зовнішнього, так і внутрішнього. Завершено зведення собору й проведено обряд освячення 9 серпня 2002 року на честь Святого Архістратига Михайла. 2008 року поряд почато зведення найвищої (заввишки 134 м) в Україні храмової дзвіниці у вигляді голуба, також за оригінальним проектом митрополита Софронія.

## Промислова архітектура
Так як Черкаси є значним промисловим центром, тут розташовується велика кількість промислових підприємств. Одні з них вже закриті та пустують, інші працюють та розбудовуються. Серед таких підприємств є ті, які мають значну історію існування і містять старовинні архітектурні елементи.

## Транспортна архітектура
Місто є значним транспортним вузлом, тут є річкові пасажирський та вантажний порти, міжнародний аеропорт, залізничний та автобусний вокзали.